# Abarema longipedunculata
Abarema longipedunculata és una espècie de llegum del gènere Abarema de la família Fabaceae. És endèmica de l'Estat Bolívar, Veneçuela i creix als cims rocosos, sortints dels penya-segats i en els barrancs a les muntanyes de marès.